# Inbördeskriget i Granadinska konfederationen 1860–1862
Inbördeskriget i Granadinska konfederationen 1860–1862 var en väpnad konflikt mellan konservativa och liberala  rebellstyrkor från Cauca, bestående av missnöjda politiker  ledda av Tomás Cipriano de Mosquera, tidigare president president. Granadinska konfederationen, som skapades 1858 av Mariano Ospina Rodríguez, föll slutligen i Bogotá, där Mosquera avsatte nyvalde presidenten Bartolomé Calvo den 18 juli 1861. Därefter styrde en provisorisk regering, där han själv var president, medan Mosquera fortsatte att fördriva de konservativa styrkorna innan de slutligen besegrats 1862. Detta ledde till bildandet av Colombias förenta stater, och de kulturella och ekonomiska konsekvenserna blev flera.

### Fotnoter
1. ↑  The Federalists Country Studies article Läst 16 april  2007